# Signe Gustafsson
Signe Gustafsson, född Bergkvist 11 april 1911 i Lesjöfors i Rämmens socken, död 29 april 2004 i Filipstad, var en svensk dragspelare. Det finns en egen paviljong med hennes samlingar med dragspelsanknytning på Lesjöfors museum. Signe Gustafsson var initiativtagare till Bälgspel vid Landsvägskanten.